# Balberta
Balberta è un sito archeologico in Mesoamerica situato sulla costa pacifica del Guatemala, un tempo abitato dai Maya. La città aveva relazioni con quella di San Antonio, situata a 6 km a ovest.
Balberta venne inizialmente occupata nel periodo tardo preclassico, dove rimase una città di minore importanza per un certo periodo. Dopo un periodo di crescita rapida, diventò una dei siti maggiori sulla costa pacifica del Guatemala, e raggiunse l'apice in importanza tra il 200 e il 400. Commerciò con altre città lontane come Teotihuacan, da cui provennero molti oggetti. Il cacao era uno dei maggiori beni esportati. Durante il periodo migliore Balberta ebbe influenza politica su tutta la costa pacifica corrispondente a quella dell'odierno Guatemala, prima di essere abbandonata attorno al 400.

## Luogo
Balberta si trova nella municipalità di La Democracia nel dipartimento di Escuintla, tra i fiumi Achiguate e La Gomera. Balberta si trova a 34 metri sopra il livello del mare.
La zona può trasformarsi occasionalmente in palude con acqua stagnante durante la stagione piovosa e con la straripazione del fiume Achiguate.

## Economia e commercio
L'ossidiana ritrovata a Balberta venne presa dalla regione di Puebla e Pachuca, vicino a Teotihuacan. La concentrazione di ossidiana verde proveniente da Pachuca è la maggiore registrata, ed è datata al classico iniziale. La maggior parte degli artefatti erano associato con oggetti di ceramica che contenevano semi di cacao. 
L'ossidiana di Pachuca è un indizio che rappresenta l'inizio del contatto tra la civiltà del Messico meridionale e quella del Messico centrale, e quindi il commercio con Teotihuacan.

## Relazione con Teotihuacan
Teotihuacan diventò la potenza maggiore nel Messico centrale, e i governatori di Balberta usarono il loro potere negli scambi commerciali per ottenere vantaggi economici e militari. Città come Kaminaljuyu, nel Guatemala centrale, iniziarono a declinare in importanza e in numero di abitanti proprio nel periodo in cui Balberta raggiunse il maggior splendore tra il 200 e il 400.
L'ossidiana di Pachuca e le ceramiche associate sono state datate intorno al 150-275, lo stesso periodo in cui il tempio del serpente piumato venne costruito.
Gli indizi trovati alla città fanno capire che Teotihuacan avesse una forte influenza, e che gli abitanti Teotihuacanos erano presenti a Balberta per ragioni commerciali. All'inizio Teotihuacan acquistò beni come il cacao, con trattati e patti che resero gli abitanti di Balberta ricchi. In seguito Teotihuacan intraprese una visione espansionistica, che causò il declino della città con cui avevano avuto un fruttuoso commercio.
La caduta di Balberta è associata al cambio della strategia politica della grande potenza del Messico centrale, che iniziò ad espandersi e a intervenire in maniera aggressiva sullo scacchiere Mesoamericano, arrivando a stringere contatti con città alle frontiere della regione Maya, come Tikal. Teotihuacan fece fondare Montana come centro coloniale nella regione pacifica, riducendo l'importanza di Balberta nel commercio e il suo declino più tardi con la guerra espansionistica.

## Il sito
Balberta fu una città fortificata a controllo di una vasta zona, che iniziò a dominare tramite la guerra. Il sito è stato analizzato da Frederick J. Bove. Il centro del sito è composto da un certo numero di monticelli costruiti su una piattaforma. Lo stile architettonico del sito mostra una continuazione della tradizione locale, con Plaza e strutture allineate. Il nucleo è formato da 22 strutture che occupano 18 ettari.
Il nucleo era difeso da un muro, a partire dall'angolo sud-ovest della struttura 1, che circondava la piazza su tre lati. 
Una strada larga 6 metri partiva dalla struttura 3 e si avvicinava a un gruppo di piccole strutture a est.
Alcune tombe contenevano piccole collane di giada messe all'interno della bocca del morto. Più di 400 effigi in ceramica, rappresentanti semi di cacao, sono stati ritrovati.
Gli archeologi hanno ritrovato 124 pezzi di ossidiana verde, più che altro pezzi e frammenti, la maggior parte dei quali nella struttura 1.
La Piazza Tumulo è una piattaforma alta 2 metri e lunga 200 che sostiene 16 strutture disposte in cinque righe. La riga di strutture più a ovest è l'unica ad essere costruita con materiale risalente al preclassico terminale. Questa riga è formata da quattro strutture, le altre sono costituite da tre.
La Struttura 1 o Grande Piattaforma si trova subito a nord della piazza tumulo. I lati sono inclinati e la superficie è grande. È stata costruita in tre fasi separate. La versione iniziale della struttura è formata da una piattaforma bassa fatta di argilla compatta, alta solo 40 cm. Le sue dimensioni esatte sono sconosciute ma si sa che non era grande quanto si presentava in tempi più recenti. Nella seconda fase la piattaforma venne espansa a 3 metri di altezza, coprendo quasi la superficie che avrebbe coperto in tempi più moderni. Questa versione finale venne costruita usando strati di argilla compattata e separata da strati sottili di sabbia e argilla morbida. Le dimensioni finali della piattaforma erano 190 metri di lunghezza per 160 di altezza, divise in due livelli conosciuti come piattaforma bassa e piattaforma alta.
Le strutture 4 e 8 si trovano nella piazza tumulo.
La Struttura 10 occupa il centro della piazza tumulo. È la struttura più alta nella piazza ed è una piramide che misura 8 metri in altezza e 68 metri alla base. La struttura ebbe almeno sei fasi di costruzione.
La Struttura 13 si trova nella piazza tumulo.
La Struttura 21 è la seconda più grande struttura al sito, dopo la Struttura 1.